# Agulla de ganxet

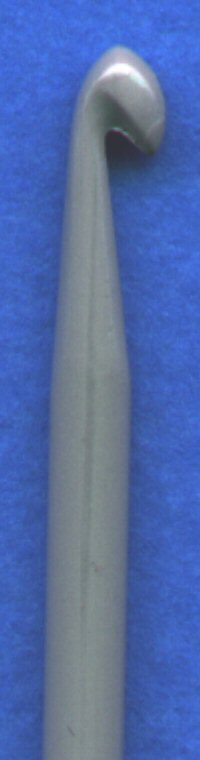
Un ganxet

Una agulla de ganxet, o simplement ganxet, és un tipus d'agulla en forma de tija que té la punta doblegada formant un petit ganxo i que serveix per a fer ganxet, és a dir, per a fer a mà treballs de punt i teixit de ganxet. Aquesta agulla pot ser de diversos materials, com ara metall, plàstic, os o fusta. Sembla que la primera agulla de ganxet hauria aparegut entre les darreries del segle xviii i els començaments del segle xix.

## Etimologia
La paraula «ganxet» és un diminutiu de «ganxo», que al seu torn és un manlleu medieval (ja l'usa Francesc Eiximenis a Lo Crestià) al castellà "gancho". Segons Joan Coromines i Vigneaux la base primitiva de "gancho" és el mot cèltic "ganskio".

## Cultura popular
La forma d'aquesta agulla ha inspirat a Catalunya el nom d'un tipus de mongeta, les mongetes del ganxet, que actualment compta amb Denominació d'Origen Protegida.
A València s'usa l'expressió "fer lo ganxet" per a referir-se al fet d'empènyer la balança amb el dit per tal de fer baixar el plat.
S'usa ganxet com a patronímic satíric d'algunes poblacions, entre elles Sant Feliu de Guíxols, Reus i Organyà.